# Verner von Heidenstam
Carl Gustaf Verner von Heidenstam (født 6. juli 1859, død 20. maj 1940) var en svensk forfatter og digter og vinder af Nobelprisen i litteratur i 1916. Han var medlem af Svenska Akademin fra 1912.
Verner von Heidenstam debuterede som forfatter i 1888 med en digtsamling, der med sin romantik, individualisme og sensualitet brød med den hidtil rådende svenske litterære tradition baseret på realisme og naturalisme. Dette skifte blev epokegørende og dannede et nyt stilistisk ideal for andre svenske forfattere i 1890'erne og årene derefter.
Verner von Heidenstam var gift tre gange, men alle hans ægteskaber blev opløst. Hans sidste livsledsager gennem 20 år var den danske forfatter Kate Bang.

## Udvalgte værker
- Vallfart och vandringsår (1888)
- Endymion (1889, roman)
- Pepitas bröllop (1890)
- Hans Alienus (1892)
- Dikter (1895)
- Karolinerna (1897-98, historisk roman)
- Heliga Birgittas pilgrimsfärd (1901)
- Folkungaträdet: Folke Filbyter (1905)
- Folkungaträdet: Bjälboarvet (1907)
- Svenskarna och deras hövdingar(1908)
- Nya Dikter (1915)
- När kastanjerna blommade (1941, postum udg.)